# پاتونگا، نیو ساوت ولز
پاتونگا (به انگلیسی: Patonga) یک حومه شهر در استرالیا است که در نیو ساوت ولز واقع شده‌است.